# Escalier de pierre de Taganrog
Le grand escalier de pierre (Каменная лестница), ou escalier Depaldo, est une des attractions touristiques principales de la ville portuaire de Taganrog, dans le sud de la Russie. Du temps de l'Empire russe, il tenait le même rang pour la mer d'Azov que le grand escalier d'Odessa pour la mer Noire. Il relie la rue Grecque (en haut) ou Gretcheskaïa oulitsa, au quai Pouchkine (en bas) ou Pouchkinskaïa naberejnaïa, au bord du golfe de Taganrog. Il mesure 108 mètres de longueur et 6,5 mètres de largeur. Il a été construit par l'Italien Francesco Boffo en 1823 en grande partie grâce aux dons du riche marchand d'origine grecque pontique, Guérassime Depaldo. Un cadran solaire sur stèle datant de 1833 est placé tout en haut de l'escalier au départ des marches.
L'escalier a été restauré en 1935 et reconstruit en 2006 avec des marches en granite, au lieu de calcaire sarmate. Une course intitulée « les 188 marches » y a lieu tous les ans depuis 2003 pendant les fêtes de la ville.